# Raymonde Naigre
Raymonde Naigre, nach Heirat Raymonde Nebot (* 23. Januar 1960 in Les Abymes, Guadeloupe), ist eine ehemalige französische Leichtathletin, die sich auf den Kurzstreckenlauf spezialisiert hatte.

## Sportliche Karriere
Die 1,60 Meter große Naigre startete für Siroco Les Abymes. Sie gewann den französischen Meistertitel im 400-Meter-Lauf 1983 und 1984. 1985 wurde sie über 400 Meter Hallenmeisterin.
1978 nahm Naigre an den Europameisterschaften in Prag teil. Über 200 Meter schied sie in der zweiten Runde aus. Mit der 4-mal-100-Meter-Staffel erreichte Naigre den Endlauf, aber die Staffel gelangte im Finale nicht ins Ziel.
Bei den Olympischen Spielen 1980 in Moskau lief Naigre im 200-Meter-Lauf bis ins Halbfinale. In der 4-mal-100-Meter-Staffel traten nur acht Staffeln an, die alle im Endlauf aufeinander trafen. Véronique Grandrieux, Chantal Réga, Raymonde Naigre und Emma Sulter liefen in 42,84 Sekunden als Fünfte ins Ziel.
1983 bei den Mittelmeerspielen in Casablanca gewann Naigre den 400-Meter-Lauf mit über einer Sekunde Vorsprung vor der Zweitplatzierten. Die 4-mal-400-Meter-Staffel erlief die Silbermedaille hinter den Italienerinnen.
Im Jahr darauf bei den Olympischen Spielen 1984 in Los Angeles fand zunächst der 200-Meter-Lauf statt. Naigre schied im Viertelfinale aus. Die 4-mal-100-Meter-Staffel mit Rose-Aimée Bacoul, Liliane Gaschet, Marie-France Loval und Raymonde Naigre erreichte in 43,15 Sekunden den vierten Platz und lag nur 0,04 Sekunden hinter den drittplatzierten Britinnen.

## Bestleistungen
- 100 Meter: 11,36 Sekunden, 4. August 1979 in Sofia
- 200 Meter: 22,97 Sekunden, 22. Juni 1980 in Thonon-les-Bains
- 400 Meter: 52,78 Sekunden, 13. September 1983 in Casablanca